# Юркі Ярві
Юркі Ярві (фін. Jyrki Järvi, 7 лютого 1966) — фінський яхтсмен.
Олімпійський чемпіон 2000 року в класі 49er.